# Susan Auch
Susan Auch (Winnipeg, 1 maart 1966) is een Canadees schaatsster.
Haar eerste 500 meter wedstrijd reed zij in 1975. In de periode van 1983 tot en met 1988 was zij op (inter)nationaal niveau actief in het shorttrack-schaatsen. Dit bezorgde haar als lid van het Canadese nationale team in 1986 een gouden medaille op het onderdeel 3000 meter aflossing bij het WK. In 1988 ging ze voor het eerst naar de Olympische Winterspelen, als shorttrackster. Hier veroverde ze met het Canadese team brons op het onderdeel 3000 meter aflossing.
Na de Spelen maakte ze de overstap naar het langebaanschaatsen. Als langebaanschaatsster won ze 2 keer zilver op de 500 meter bij de Olympische Winterspelen; in 1994 in Lillehammer en in 1998 in Nagano. In 1999 zette zij een punt achter haar carrière, om in 2000 toch weer op het internationale schaatstoneel te verschijnen. In 2002 nam ze voor de vijfde maal deel aan de Olympische Winterspelen en beëindigde hierna voorgoed haar schaatscarrière.
Tegenwoordig werkt Susan Auch als makelaar in Calgary.

## Persoonlijk records
| Afstand    | Tijd    | Datum             | Baan    |
| ---------- | ------- | ----------------- | ------- |
| 500 meter  | 38,09   | 18 maart 2000     | Calgary |
| 1000 meter | 1.16,48 | 18 maart 2000     | Calgary |
| 1500 meter | 2.02,04 | 2 januari 2001    | Calgary |
| 3000 meter | 4.39,63 | 29 september 2000 | Calgary |
| 5000 meter | 8.51,56 | 19 december 1999  | Calgary |

## Resultaten
| jaar | Olympische Winterspelen     | WK Afstanden      | WK Sprint |
| ---- | --------------------------- | ----------------- | --------- |
| 1988 | short-track 3000m aflossing |                   |           |
| 1989 |                             |                   | 16e       |
| 1990 |                             |                   | 15e       |
| 1991 |                             |                   | 14e       |
| 1992 | 6e 500m 17e 1000m           |                   | 19e       |
| 1993 |                             |                   | 16e       |
| 1994 | 500m · 8e 1000m             |                   | 9e        |
| 1995 |                             |                   | 6e        |
| 1996 |                             | 9e 500m           | 11e       |
| 1997 |                             | 8e 500m 23e 1000m | 15e       |
| 1998 | 500m · 18e 1000m            | 4e 500m 10e 1000m | 7e        |
| 1999 |                             |                   |           |
| 2000 |                             | 6e 500m 8e 1000m  | 12e       |
| 2001 |                             | 7e 500m 20e 1000m | 17e       |
| 2002 | 21e 500m 27e 1000m          |                   | 20e       |

### Medaillespiegel
| kampioenschap     | goud | zilver | brons |
| ----------------- | ---- | ------ | ----- |
| Olympische Spelen | 0    | 2      | 1     |
| WK Afstanden      | 0    | 0      | 0     |
| WK Sprint         | 0    | 0      | 0     |